# Jean Gilbert Bayaram
Jean Gilbert Bayaram (sinh ngày 7 tháng 7 năm 1974) là một cầu thủ bóng đá người Mauritius hiện tại thi đấu cho Pamplemousses SC ở Giải bóng đá ngoại hạng Mauritius và cho Đội tuyển bóng đá quốc gia Mauritius ở vị trí tiền vệ. Anh nằm trong đội tuyển quốc gia Mauritius trong Trò chơi điện tử Giải vô địch bóng đá thế giới 2010 chính thức.